# 帥 (シャンチー)

帥、将の駒

「帥」（すい、拼音: shuài シゥアィ）、「将」（しょう、拼音: jiāng ヂィァン）は、シャンチー（中国象棋）の駒であり、各プレーヤーが1枚ずつ持つ。紅方（先手）が「帥」（紅帥とも呼ばれる）、黒方（後手）が「将」（黒将とも呼ばれる）である。帥、将は最も重要な駒であり、対局の最終目的は自分の「帥（将）」を守ると同時に相手の「将（帥）」を攻撃することにある。
帥、将は「九宮格」の中を前後左右に移動することができ、1回に移動できるのは1路のみである。さらに、帥と将が同一直線上にある場合、必ず間に少なくとも1つの駒がなければならず、帥と将が直接向かい合うことはできない。これは「明将」（あるいは「照面」、「碰頭」）とも呼ばれる。「王不見王」、「飛将」、「白臉将殺」とも。
帥、将の攻撃力は通常弱く、河を超えた兵とほぼ同じである。
帥は元帥、将は将軍であり、意味は異なるがどちらも軍隊の指導者を表現している。